# Les Aventures d'Arthur le Dragon
Les Aventures d'Arthur le Dragon (The Adventures of Dudley the Dragon) est une série télévisée canadienne en 65 épisodes de 25 minutes et diffusée entre le 8 octobre 1993 et 13 septembre 1997 sur TVOntario (jusqu'en 1995), puis sur YTV.
En français, elle a été diffusée à partir du 26 septembre 1993 sur TFO, et à partir du 11 mars 1994 sur Canal Famille. Les rediffusions ont été diffusées en français et en anglais sur APTN en 2008,. Elle reste inédite dans les autres pays francophones.
Le spectacle est basé sur la pièce de 1982 « The Conserving Kingdom » du ministère de l'Énergie de l'Ontario.

## Synopsis
Arthur (Dudley en VO), un dragon vient de se réveiller de siècles d'hibernation et rencontre ses nouveaux amis de dix ans Sophie et Max (plus tard Annick, Mathieu et Bastien). Les enfants guideraient Arthur dans le monde moderne et le trio apprendrait l'environnementalisme, l'amitié et les valeurs prosociales.

## Fiche technique
- Réalisateur(s) : 	Ira Levy et Peter Williamson
- Scénaristes : Ira Levy et Peter Williamson
- Compositeur(s) : 	Glenn Schellenberg, Andrew Zealley, Cam Machinnes, Alex Galatis, Evelyne Datl et Randy Vancourt
- Compagnies de production : Breakthrough Entertainment
- Diffuseurs : TVOntario, YTV, TFO et Canal Famille

## Distribution
- Olivier L'Écuyer : Arthur le Dragon[9]
- Annick Obonsawin : Sophie
- Andréanne Bendir : Annick
- Anael G. Roy : Max
- Owen Leitch : Mathieu
- Barnabé Geisweiller : Bastien
- Christian Laurin : Ti-Louis, M. Rouge-Gorge, M. Pommier-Grognan, Grand-père Rouge Gorge, Ti-Gus, Bernardo, Kostus, Maluron, Radar, Le Sorcier, Extraterrestre
- Mireille Dumont : Mme Rouge-Gorge, Mme Lepic, Iréne, Rosi, Giselle La Poubelle
- Marthe Moliki-Sassa : Rosi
- Lyne Tremblay : Vivi
- Bernard Gagnon : The Tiny Giant
- Louise Shekter : Visage de la Nature
- René Lemieux : Le Roi
- Daniel Richer : Pablo Picot
- Angelo Cadet : Flammo